# Хейнс (аэропорт)

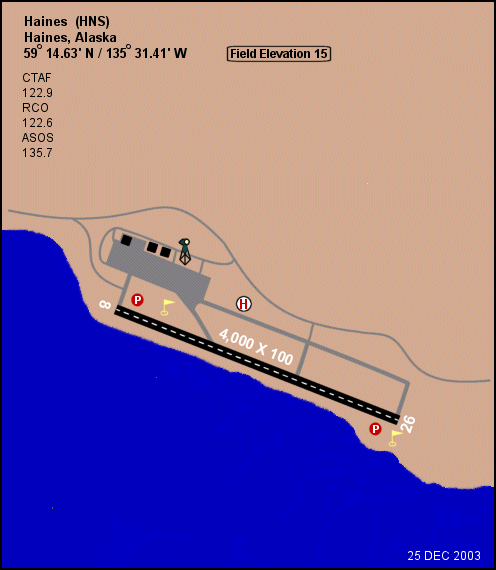
Схема Аэропорта Хейнс

Аэропорт Хейнс (англ. Haines Airport), (ИАТА: HNS, ИКАО: PAHN, FAA LID: HNS) — государственный гражданский аэропорт, расположенный в 5 километрах к западу от центрального делового района города Хейнс (Аляска), США.

## Операционная деятельность
Аэропорт Хейнс занимает площадь в 50 гектар, расположен на высоте 5 метров над уровнем моря и эксплуатирует одну взлётно-посадочную полосу:
- 8/26 размерами 1219 х 30 метров с асфальтовым покрытием.

В период с 31 декабря 2002 по 31 декабря 2003 года Аэропорт Хейнс обработал 7000 операций по взлётам и посадкам самолётов (в среднем 19 операций в день), из них 86 % составили рейсы авиации общего назначения и 14 % — аэротакси. В данный период в аэропорту базировалось 34 самолёта, из которых 97 % — однодвигательные и 3 % — многодвигательные.